# BMW 115
Il BMW 115, già BMW XV, era un motore aeronautico sperimentale a 12 cilindri a V invertita raffreddato a liquido progettato dalla tedesca BMW Flugmotorenbau GmbH nel 1930.

## Sviluppo
Lo sviluppo del BMW 115 si deve ad un bando del 1929 da parte di Reichswehr e Reichsmarine, rispettivamente le allora forze armate e marina militare tedesca, che richiedevano la realizzazione di un nuovo motore che occupasse la fascia tra i 20 ed i 30 litri di cilindrata. L'azienda bavarese stava lavorando su di un progetto di simili caratteristiche già nel 1929 al quale era stato dato la denominazione BMW XV, e che non era ancora stato adeguatamente sviluppato. La sperimentazione del 115, nuova denominazione imposta dalle normative dell'RLM, si concretizzò con un prototipo nel 1934 con il quale si susseguirono una serie di test fino al 1936, anno in cui l'azienda decise di abbandonare il progetto in favore di un progetto parallelo denominato BMW 116